# Codigoro

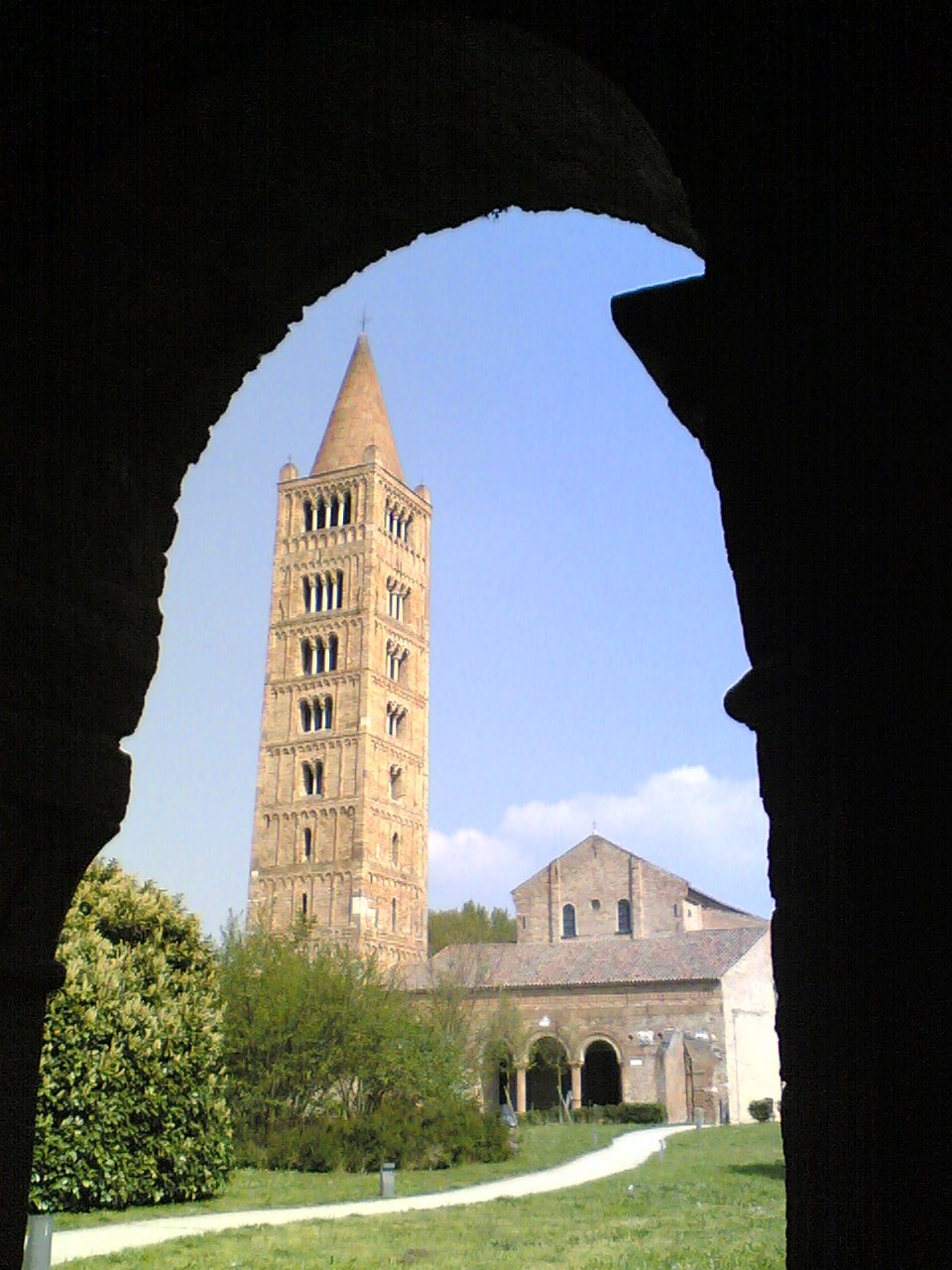
Abdijkerk Pomposa

Codigoro is een gemeente in de Italiaanse provincie Ferrara (regio Emilia-Romagna) en telt 12.883 inwoners (31-12-2004). De oppervlakte bedraagt 169,8 km², de bevolkingsdichtheid is 77 inwoners per km².
De volgende frazioni maken deel uit van de gemeente: Caprile, Italba, Mezzogoro, Pomposa, Pontelangorino, Pontemaodino, Torbiera, Volano.

## Demografie
Codigoro telt ongeveer 5581 huishoudens. Het aantal inwoners daalde in de periode 1991-2001 met 6,0% volgens cijfers uit de tienjaarlijkse volkstellingen van ISTAT.
| Jaar | Inwoneraantal |
| ---- | ------------- |
| 1991 | 13.895        |
| 2001 | 13.057        |

## Geografie
De gemeente ligt op ongeveer 4 meter boven zeeniveau.
Codigoro grenst aan de volgende gemeenten: Berra, Comacchio, Goro, Jolanda di Savoia, Lagosanto, Massa Fiscaglia, Mesola, Migliarino.